# Vojenská akademie v Hranicích
Vojenská akademie v Hranicích byla vojenská škola, která byla založena roku 1920 a zrušena roku 1950. Po dobu své existence vychovala řadu vojenských osobností.

## Historie akademie

### Situace po vzniku Československé republiky

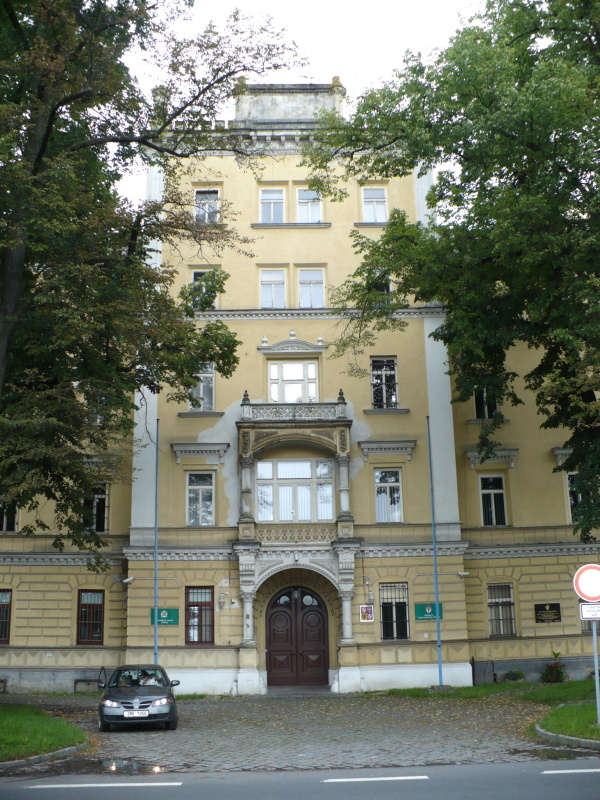
Prostřední budova vojenské akademie

Po rozpadu Rakousko-uherské monarchie a vzniku Československa se major Jindřich Bubla pokusil zachránit v Hranicích  v dosavadních vojenských ústavech c. k. Vyšší vojenské reálky, fungující zde od roku 1903, vojenské školství. Byl zde profesorem dějepisu a zároveň po 28. říjnu 1918 dočasným velitelem hranické posádky. Ujal se velení v reálce, přeměnil ji na Československou vojenskou reálku a sloučil s bývalou kadetkou. Ani tato snaha majora Bubly však školu nezachránila a 8. února 1919 byla zrušena. Mladá republika totiž původně se stálou armádou nepočítala, ta měla být nahrazena milicí. Studenti se proto rozjeli domů a učitelé hledali zaměstnání. Sbírky ústavního muzea i knihovny, nábytek reprezentačních místností a služebních bytů, zařízení kina a další vybavení bylo odvezeno. Do chátrajících budov měla být nastěhována Vysoká škola zemědělská, ta byla ale nakonec umístěna do Brna. Krátce našel areál uplatnění pro Vojenský ústav pro výrobu očkovacích látek a později pro Československý ústav jezdecký, včetně stovky ušlechtilých koní z bývalé kadetky. Koně byli umístěni namísto v dřívějších kamenných stájích do dřevěných baráků, kde v parném létě roku 1921 12. srpna vypukl požár a 96 koní uhořelo. Událost se dostala až na jednání poslanecké sněmovny.

### Založení akademie
Teprve po přepadu Slovenska Maďarskou republikou rad se ukázalo, že Československo se bez stabilní armády neobejde. Koncepci hranické Vojenské akademie vytvořili zvláště president T. G. Masaryk, básník J. S. Machar, v letech 1919–1924 generální inspektor Československé armády, a francouzský generál E. D. A. Mittelhauser, který byl od roku 1921 do roku 1926 náčelníkem hlavního štábu československé armády. 22. července 1919 provedl ministr národní obrany Klofáč prohlídku ústavu, při které se vyjádřil: „Je-li síla národa ve vzdělání, platí tato pravda i pro armádu. Úkolům vzdělávacím budou nyní také sloužiti tyto ústavy v Hranicích“. Bylo zamýšleno vybudovat vojenskou akademii rovnající se vojenským školám cizích států. Pravidelné vyučování mohlo být zahájeno až po ukončení školního roku občanských škol, jejichž žáci přicházeli v úvahu pro akademii vojenskou. Do zahájení činnosti vojenské akademie zřídilo v Hranicích Ministerstvo národní obrany zvláštní zdokonalovací kurz pro mladší důstojníky za účelem srovnat dosud diametrálně se rozcházející praxe i metody výcviku a orientovat se v nejnovějších francouzských doktrínách pod vedením francouzských důstojníků. Jako první velitel Československé vojenské akademie byl od listopadu 1919 ustanoven francouzský generál Jules Fréderik Kieffer, funkci převzal 26. března 1920.
Oficiálně ale lze za otevření vojenské akademie v Hranicích považovat až den zahájení zdokonalovacího kurzu 11. dubna 1920. Toho dne náčelník československého hlavního štábu generál Pellé prohlásil slavnostním způsobem jménem prezidenta republiky vojenskou akademii v Hranicích za otevřenou svým účelům. Vyučování v kurzu začalo 12. dubna. Učitelský sbor pozůstával z pěti francouzských a 20 československých důstojníků a z osmi důstojníků správní a hospodářské služby. Do ukončení kurzu byl velitel 1. srpna 1920 vystřídán francouzským generálem Rémi Alphonsem Chabordem. 28. srpna 1920 velitel vojenské akademie slavnostně převzal prapor vojenské akademie, věnovaný prezidentem republiky T. G. Masarykem. 29. listopadu byl předběžný zdokonalovací kurz ukončen. V listopadu 1920 vydalo Ministerstvo národní obrany výnos o organizaci vojenské akademie, neboť mu byla přímo podřízena. Akademici byli organizováni podle zbraní na roty a prapory, a na baterie a oddíly. Vojenští akademici jezdectva navíc vytvářeli II. zvláštní jezdeckou četu. Zástupce ministra národní obrany generál Stanislav Čeček zahájil slavnostně první vlastní školní rok 5. prosince 1920.

### Vedení akademie do roku 1938

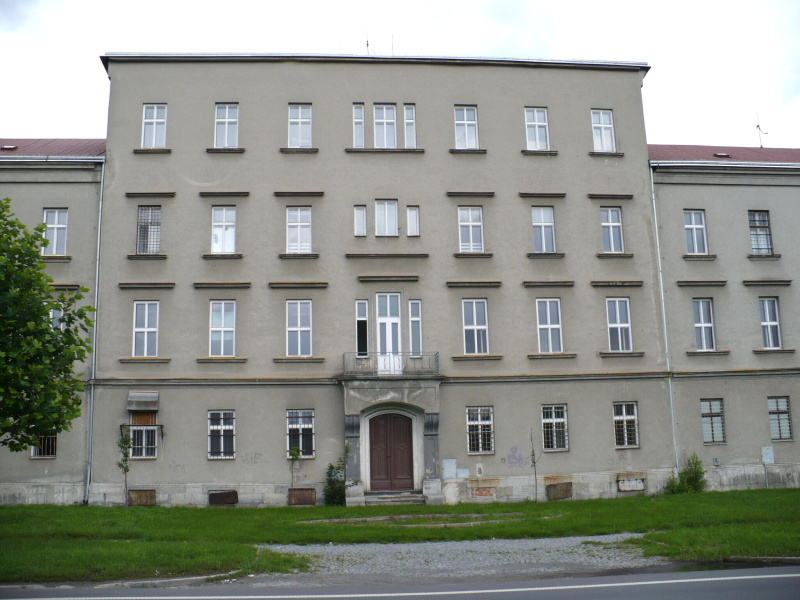
Východní budova vojenské akademie

1. dubna 1921 odešel generál Chabord. 12. května se velení prozatímně ujal francouzský plukovník Pascal Marie Pierre Castella a definitivní velitel, plukovník francouzského generálního štábu Pierre Marie Forlot, převzal velení 4. července 1921. První slavnostní obřad jmenování vyřazených vojenských akademiků důstojníky byl 13. srpna 1922. 1. června 1923 předal francouzský plukovník Forlot velení československému důstojníkovi, plukovníku Vratislavovi Pechovi. Vojenská akademie si pomalu, ale jistě začala získávat prestiž u široké veřejnosti.
Dne 14. září 1926 převzal velení akademie brigádní generál František Hněvkovský a byly definitivně ustanoveny učební osnovy pro celé československé vojenské školství. Na konci školního roku 1933/1934 byl brigádní generál Hněvkovský odvelen a novým velitelem byl ustanoven plukovník Otakar Zahálka, rovněž legionář, který před příchodem do Hranic velel tři roky pěšímu pluku 1 „Mistra Jana Husi“ v Českých Budějovicích. Velení akademie se ujal 1. srpna 1934. Mezi učiteli na této akademi byli např. Karel Klapálek a Ludvík Svoboda.

### Rok 1938 a následné události

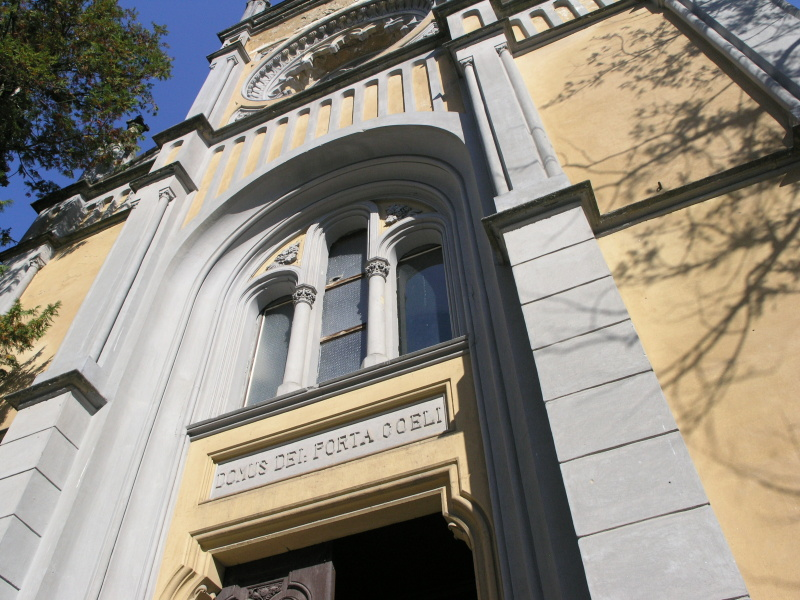
Kaple svaté Barbory

Činnost akademie ovlivnily dynamické události roku 1938 včetně reorganizačních změn v československé armádě v souvislosti s přechodem na tříplukovou divizi. V tomto období byly zároveň vyřazeny i poslední řádné ročníky akademie v první republice. Lidové vzepětí na obranu republiky, které vrcholilo především ukázněným průběhem mobilizace československé armády, vyhlášené vládou armádního generála Jana Syrového 23. září 1938, dokumentovalo jednoznačné odhodlání bránit republiku. Po vyhlášení všeobecné mobilizace akademie přerušila činnost a důstojníci nastoupili službu podle toho, jak byli mobilizačně povoláni, na velitelství různých stupňů.
Mnichov 1938, jako průsečík meziválečné evropské politiky a prezentace určitého způsobu myšlení v mezinárodních vztazích, se stal úvodem dramatických událostí, které o několik měsíců později vedly k zániku společné české a slovenské státnosti. Výuka na akademii byla ukončena příchodem německých okupantů dne 15. března roku 1939. Na základě definitivních směrnic vydaných pro likvidaci československé branné moci byla vytvořena likvidující složka i na akademii.
Během druhé světové války padlo celkem 258 absolventů a učitelů vojenské akademie v Hranicích.

### Velitelé po válce
Dalšími veliteli akademie byli:
- brigádní generál Šimon Drgáč (1945–1946)
- brigádní generál Jan Květoň (1946–1948)
- divizní generál Karel Veger (1948–1950)

## Památník vojenské akademie

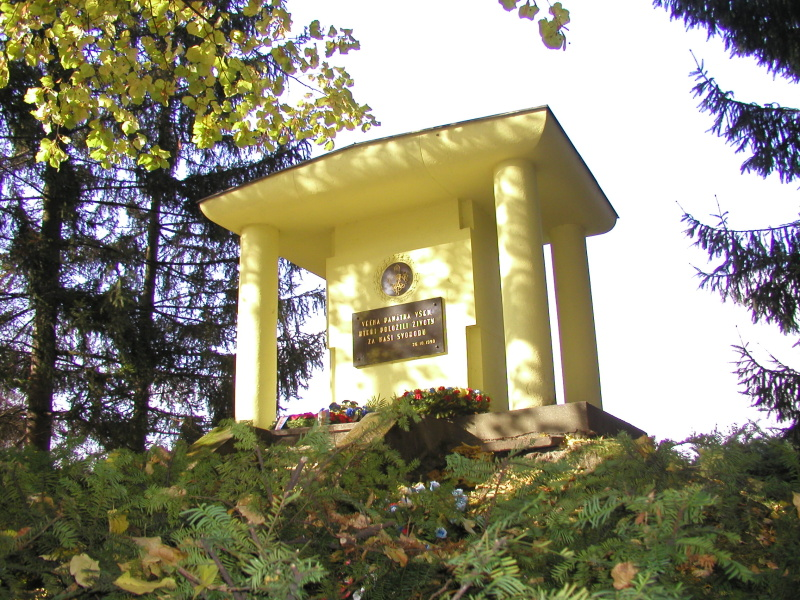
Památník vojenské akademie

Vůdčí myšlenkou desátého výročí vojenské akademie v Hranicích bylo zřídit památník. Dne 17. července 1931 se konalo v konferenčním sále vojenské akademie slavnostní shromáždění důstojnického sboru vojenské akademie, jehož účelem bylo vložit prsť z bojišť, na nichž bojovaly ve světové válce československé legie, do uren, které poté byly vloženy do „Památníku vojenské akademie“. Prsť zaslal vojenský atašé Československé republiky z bojiště zborovského, francouzských (Terron a Chestres), italských (Dosso Alto), rumunských (Dobrudža) i srbských (Kajmakčalansk). Tato prsť byla uložena do čtyř uren:
1. legie ruské;
2. legie francouzské;
3. legie italské;
4. legie srbské.

Každá urna obsahovala potvrzení příslušných úřadů o pravosti; byly neprodyšně zaletovány a uloženy do Památníku akademie 26. července 1931 při slavnostním jmenování.